# Мусницки, Меган
Меган Мусницки (англ. Meghan Musnicki; род. 5 февраля 1983, Нейплс, Нью-Йорк) — американская гребчиха, выступавшая за сборную США по академической гребле в период 2010—2016 годов. Двукратная олимпийская чемпионка, пятикратная чемпионка мира, победительница многих регат национального и международного значения.

## Биография
Меган Мусницки родилась 5 февраля 1983 года в городе Нейплс округа Онтарио, штат Нью-Йорк. Училась в местной старшей школе, затем поступила в колледж в городе Итака. Заниматься академической греблей начала в 2001 году, проходила подготовку в Гребном тренировочном центре Соединённых Штатов в Принстоне.
Первого серьёзного успеха на взрослом международном уровне добилась в сезоне 2010 года, когда вошла в основной состав американской национальной сборной и побывала на чемпионате мира в Карапиро, откуда привезла награду золотого достоинства, выигранную в зачёте распашных рулевых восьмёрок. Также в этом сезоне успешно выступила на этапе Кубка мира в Люцерне, где получила золото и серебро в программе восьмёрок и безрульных двоек соответственно.
В 2011 году в безрульных двойках выиграла серебряную медаль на этапе Кубка мира в Мюнхене, в то время как в восьмёрках одержала победу на мировом первенстве в Бледе.
Благодаря череде удачных выступлений удостоилась права защищать честь страны на летних Олимпийских играх 2012 года в Лондоне. В восьмёрках совместно с Эрин Кафаро, Жужанной Франсия, Эстер Лофгрен, Тейлор Ритцель, Элеанор Логан, Кэролайн Линд, Кэрин Дэвис и рулевой Мэри Уиппл заняла первое место в финале, обогнав ближайших преследовательниц из Канады более чем на секунду, и тем самым завоевала золотую олимпийскую медаль.
После лондонской Олимпиады Мусницки осталась в гребной команде США на ещё один олимпийский цикл и продолжила принимать участие в крупнейших международных регатах. Так, на чемпионатах мира 2013 года Чхунджу и 2014 года в Амстердаме в восьмёрках она вновь поднималась на высшую ступень пьедестала почёта. Неоднократно попадала в число призёров и на различных этапах Кубка мира.
В 2015 году в восьмёрках победила на мировом первенстве в Эгбелете, став таким образом пятикратной чемпионкой мира по академической гребле.
Находясь в числе лидеров американской национальной сборной, благополучно прошла отбор на Олимпийские игры 2016 года в Рио-де-Жанейро. В составе экипажа, куда также вошли гребчихи Эмили Реган, Керри Симмондс, Лорен Шметтерлинг, Аманда Полк, Тесса Гоббо, Элеанор Логан, Аманда Элмор и рулевая Кейтлин Снайдер, обошла в финале восьмёрок всех своих соперниц, в том числе опередив преследовавшую их сборную Великобритании почти на две с половиной секунды, и добавила в послужной список ещё одну золотую олимпийскую медаль.